# ジョアオ・ロドリゲス
ジョアオ・レアンドロ・ロドリゲス・ゴンサレス（Joao Leandro Rodríguez González (スペイン語: [ɟʝoˈao roˈðɾiɣes]，1996年5月19日 - ）は、コロンビア・ククタ出身のサッカー選手。ペルーのロス・チャンカス所属。ポジションはフォワード。

## クラブ歴
2011年にウルグアイで開催された南米U-15選手権での活躍がチェルシーFCのスカウトの目にとまり、17歳の誕生日にチェルシーFCと5年契約を結んだ。
チェルシー加入以降、レンタル移籍を繰り返している。2018年7月12日、CDテネリフェにレンタル移籍した。

## 代表歴
ユース年代のコロンビア代表歴があり、これまでに南米U-15選手権、南米U-17選手権、トゥーロン国際大会に参加した。